# Odznaka „Zasłużony Racjonalizator Produkcji”
Odznaka „Zasłużony Racjonalizator Produkcji” – polskie odznaczenie resortowe ustanowione 30 czerwca 1949 i nadawane przez właściwego ministra na wniosek Naczelnego Dyrektora Centralnego Zarządu danej gałęzi gospodarki narodowej, przyznawane początkowo w celu nagradzania szczególnych zasług w dziedzinie nowatorstwa i racjonalizacji produkcji, a od 1979 jako zaszczytne, honorowe wyróżnienie nadawane osobom fizycznym za ich szczególne zasługi w dziedzinie wynalazczości i racjonalizacji, przy uwzględnieniu dorobku i działalności w pracy zawodowej oraz postawy społecznej, posiadaczom odznaki „Racjonalizator Produkcji” za dalsze osiągnięcia w ww. dziedzinie. 
Odznaka była noszona na prawej piersi. Miała kształt złoconej sześciopromiennej gwiazdy o średnicy 35 mm, z głową górnika Pstrowskiego na kwadratowym i emaliowanym na czerwono polu w centrum odznaki. Gwiazda była mocowana do prostokątnej metalowej klamry, emaliowanej na czerwono i ze złoconym obramowaniem. 
Odznaka została wycofana 26 stycznia 1996 wraz z odznakami „Racjonalizator Produkcji” i „Zasłużony dla Wynalazczości i Racjonalizacji”. Te wszystkie trzy odznaki zastąpiła, ustanowiona tym samym rozporządzeniem, nowa Odznaka honorowa „Za Zasługi dla Wynalazczości”.